# Benny Moré
Benny Moré, pseudonimo di Bartolomé Maximiliano Moré Gutiérrez (Santa Isabel de las Lajas, 24 agosto 1919 – L'Avana, 19 febbraio 1963), è stato un cantante cubano.
Fu inoltre un noto compositore, arrangiatore e bandleader di mambo e son montuno.
È considerato il "miglior cantante cubano mai esistito" ed è stato spesso riconosciuto in vita, grazie alla sua grande espressività vocale, con soprannomi come El Barbaro del Ritmo (Maestro del ritmo) e El Sonero Mayor. Era noto per prediligere l'arte del soneo (improvvisazione nel son cubano) con cui condiva buona parte delle sue composizioni.

## I primi anni
Primogenito di 18 figli, Moré nacque nella città di Santa Isabel de las Lajas, ex provincia di Santa Clara, attuale provincia di Cienfuegos, nel centro di Cuba. I suoi genitori furono Virginia Moré e Silvestre Gutiérrez. Il suo trisnonno materno, Ta Ramón Gundo Paredes (poi diventato Ta Ramón Gundo Moré), si dice essere stato figlio del re di una tribù nel Regno del Congo, catturato dai mercanti di schiavi e venduto a Ramon Paredes, proprietario di piantagioni cubano, e successivamente a Conde Moré, un altro proprietario terriero. Ta Ramón fu poi liberato e morì da uomo libero a 94 anni. Da bambino, Moré imparò a suonare la chitarra, costruendo il suo primo strumento a 6 anni, secondo la madre, con "un bastone e una scatola di sardine che fungeva da cassa armonica". Nel 1936, a 17 anni, Moré si recò all'Avana, dove visse vendendo frutta e verdura ed erbe mediche. Sei mesi dopo tornò a Las Lajas e lavorò in un campo di canna da zucchero per una stagione con suo fratello Teodoro. Con i soldi guadagnati e i risparmi di Teodoro, comprò la sua prima chitarra a Morón.

## Carriera
Nel 1940 tornò all'Avana, guadagnandosi da vivere suonando nei bar e nei caffè. Partecipò due volte a un concorso canoro bandito dalla stazione radio CMQ, la prima venendo cacciato dal palco, la seconda vincendo la manifestazione. Quindi ottenne il suo primo ingaggio con il Conjunto Cauto di Mozo Borgellá, con cui, nel 1941, debutto in un programma di Radio Mil Diez. Seguirono anche altre esibizioni per ma CMZ con il Sexteto Fígaro di Lázaro Cordero In questo periodo utilizzava il nome Bartolo Moré.

### Gli anni con ilConjunto Matamoros,Perez PradoeRafael de Paz
La fortuna di Moré iniziò a girare quando nel 1942, non ancora ventitreenne, fu ingaggiato dal Trio Matamoros in sostituzione di Miguel Matamoros per un'esibizione a Radio Mil Diez. Mozo Borgellá aveva infatti fatto il nome del cantante a Miguel che, indisponibile per l'evento, gli aveva chiesto un sostituto. Oltre ciò, la sua voce era anche già nota a Ciro Rodríguez, membro del trio, che lo aveva ascoltato in un bar e ne era rimasto colpito.
Di li a poco Moré finì per sostituire in pianta stabile Matamoros. Il 21 giugno 1945, la formazione si recò in Messico, per esibirsi al Montparnasse e al Río Rosa, due importanti cabaret dell'epoca. Stabilitisi qui, realizzarono, una serie di incisioni (uscite poi in diverse raccolte tra gli anni 80 e 90). Il gruppo ritornò all'Avana, ma il cantante decise di restare in Messico e cominciò ad utilizzare lo pseudonimo di Beny Moré. Durante questo periodo cominciò a lavorare per il sindacato degli artisti e nel dicembre 1945, formò insieme a Lalo Montané il Dueto Fantasma, noto anche come Dueto Antillano.
Ma la vera svolta artistica della carriera di Moré fu l'incontro con Perez Prado a Città del Messico, con cui il cantante decise di collaborare. Tale collaborazione fruttò, tra il 1949 e il 1951, ben 28 Mambo per la RCA Victor, destinati a diventare classici del repertorio dei due artisti così come veri e propri standard cubani. Tra questi Anabacoa, Pachito e Che, Que te Parece Cholito e Babarabatiri (per primi comparsi sui primi LP di Prado), ma anche Rabo y Oreja, La Múcura, Batiri RCA, Mucho Corazón e Dolor Karabalí, brano considerato da Moré come il migliore scritto dal duo. Nello stesso periodo cominciò a collaborare anche con Rafael de Paz, con cui incise altri grandi successi come Bonito y Sabroso, Yiri Yiri Bon, Ah Barbara, La Culebra, Solamente una Vez e Mata Siguaraya, incisa successivamente anche da Celia Cruz, grande amica di Moré. Tra le altre orchestre con cui registrò va menzionata quella di Jesús "Chucho" Rodríguez (che coniò il soprannome El Barbaro del Ritmo), con cui incise Esta Noche Corazón e Mi Chiquita. Diverse registrazioni di questo periodo sono state pubblicati nei dischi El Barbaro del Ritmo (versione 1962 e versione 1992 denominata Mata Siguaraya), Magia Antillana (1960) e El Barbaro del Ritmo con Perez Prado (1992, comprendente 22 Mambo del duo).

### Le incisioni conMariano MercerónedErnesto Duarte
Nell'aprile 1952, Moré fece ritorno a Cuba. Gli anni in Messico avevano fatto di lui una star in luoghi come Panama, Brasile, Porto Rico e Repubblica Domenicana, tuttavia nella sua terra natale risultava ancora sconosciuto. Le prime registrazioni cubane furono realizzate con l'orchestra di Mariano Mercerón con cui incise Me Voy Pa'l Pueblo, Desdichado, Fiesta de Tambores, Salomón, La Chola, Mucho Corazon, Ensalada de Mambo, Rumberos de Ayer e Encantado de la Vida, in collaborazione con Lalo Montané con cui Moré componeva il Dueto Fantasma. Il cantante si spostava spesso per esibizioni dal vivo in balli, cabaret, feste e radio (Cadena Oriental) e per incisioni condotte negli studi della RCA all'Avana. Lavorò per la stazione radio RCH-Cadena Azul con l'orchestra di Bebo Valdés e successivamente per Radio Progreso con quella di Ernesto Duarte, con cui incise brani come Miguel, Bombón De Pollo e Como Fué, un bolero considerato il brano più famoso di Moré.

### La Banda Gigante
Nel 1952, Moré scoprì che il colore della sua pelle era motivo di impedimento di alcuni impegni con Ernesto Duarte. Il cantante infuriato discusse la questione con Maurico Conde, agente della RCA Records a Cuba. Non avendo ottenuto nulla, decise quindi di formare una propria orchestra. Nacque così la Banda Gigante, un'orchestra di sedici elementi in cui Moré vestiva i panni di direttore, compositore, arrangiatore e cantante. La Banda Gigante era per numero di persone coinvolte un progetto pari alle dimensioni di orchestre consolidate come quelle di Perez Prado e Xavier Cugat. Durante gli anni di attività passarono in formazione alcuni dei più grandi nomi tra i musicisti cubani come Rolando Laserie, Generoso Jiménez, Peruchín, Alfredo "Chocolate" Armenteros e Fernando Álvarez. L'orchestra fu l'ultima formazione di Moré, e con essa incise tutta una serie di dischi tra il 1957 e il 1962. Si ricordano alcuni come El Inigualable, The Most From Beny Moré, Asì es...Beny e Pare...que Llegò el Barbaro. Tra i grandi successi di fine anni 50 si ricordano brani come Cienfuegos, Santa Isabel de Las Lajas, Que Bueno Baila Usted, Manzanillo, Mi Saoco, Tumba Tumbador e Maracaibo Oriental. A metà anni 50 la Banda Gigante era una delle più popolari orchestre del Centro America, ed eseguiva regolarmente tournée in Venezuela, Giamaica, Haiti, Colombia, Panama, Messico e nel 1957 anche negli Stati Uniti. A Cuba, l'orchestra suonava in diverse sale da ballo, alberghi e cabaret come il Tropicana Club o l'Hotel Habana Riviera e l'Hotel Tryp Habana Libre.

### Ultimi anni e morte
Durante buona parte degli anni 50, nonostante lo scoppio della rivoluzione, a differenza di molti artisti del suo paese, Moré decise di restare a Cuba vicino alla "sua gente" come lui la definiva. Poco si conosce degli ultimi anni di vita di Moré. Lavorò in radio fino alla fine nonostante le sue condizioni di salute fossero andate deteriorandosi. Da tempo alcolista, morì di cirrosi epatica il 19 febbraio 1963 all'Avana.

## Eventi postumi
Negli anni a seguire, la fama di Beny Moré è cresciuta ancora di più grazie a premi, riconoscimenti, tributi e diverse pubblicazioni.

### Dischi successivi
Tra il 1963 e il 2006, sono state pubblicate molte compilation contenenti brani incisi dal cantante in vita e mai pubblicati prima su disco. Sono del 1982 e del 1992 ad esempio, i primi due dischi di incisioni fatte con il Conjunto Matamoros. Nel 1980 è uscito Ensalada de Mambo, un disco registrato con Mariano Mercerón concepito come due lunghe suite di brani mambo distribuite per lato. Altre pubblicazioni degne di nota sono Lo Desconocido de Beny Moré (1982), Beny Moré en Vivo, unica testimonianza su disco della sua attività live, e Leyendas Musicales (1986).

### Premi e riconoscimenti
Moré è citato da artisti e critici come "il più grande cantante cubano mai vissuto". È stato introdotto postumo nella International Latin Music Hall of Fame nel 1999 e nella Latin Songwriters Hall of Fame nel 2016. Il Benny Moré Memorial Award è un premio dedicato alla sua memoria e viene consegnato agli artisti influenti nell'ambito della musica latina. L'11 giugno 2006 a Union City è stato onorato con la creazione di una stella nella Walk of Fame del Celia Cruz Park.

### Tributi
La vita di Beny Moré è stata raccontata nel biopic del 2006 El Benny, con Renny Arozarena nella parte del cantante. Moré appare come personaggio nel romanzo The Island of Eternal Love della scrittrice Daína Chaviano, il cui ultimo capitolo è intitolato "Hoy Como Ayer", in riferimento a uno dei più bei bolero del cantante. 
Negli anni molti artisti gli hanno reso tributo con album di cover, tra i più famosi tre dischi realizzati da Tito Puente (1978, 1979, 1985), con la partecipazione di cantanti del calibro di Celia Cruz, Santos Colon, Hector Lavoe e Ismael Miranda, e il disco di Jon Secada del 2017 To Beny Moré with Love. Celia Cruz ha dedicato al cantante il brano ‘’Saludo Celestial’’, mentre gli Irakere gli hanno dedicato Homenaje a Beny Moré, un medley di alcuni suoi celebri brani.

## Discografia selezionata
tutti i dischi dal 1963 in poi contengono almeno una o più tracce inedite
- 1957 - El Inigualable
- 1958 - The Most From Beny Moré (inciso tra il 1955 e il 1957)
- 1958 - Asì Es...
- 1958 - Pare... Que Llegò El Barbaro
- 1958 - Asì es... Beny
- 1958 - La Época de Oro
- 1960 - Magia Antillana (inciso tra il 1949 e il 1953)
- 1962 - El Barbaro del Ritmo with Perez Prado and Rafael de Paz (inciso tra il 1949 e il 1951)
- 1963 - Homenaje póstumo (inciso nel 1960)
- 1964 - Benny More Y Su Orquesta...
- 1964 - Recordando
- 1965 - Lo Mejor de Beny Moré
- 1969 - La Época De Oro Vol.II
- 1978 - Beny Moré y Su Salsa de Siempre
- 1979 - Grandes Exitos
- 1980 - Ensalada de Mambo
- 1980 - Lo Último Que Cantó Beny Moré
- 1982 - Lo Desconocido De Beny More
- 1983 - Cubanísimo-1 with Trío Matamoros and Ernesto Duarte's orchestra (inciso tra il 1945 e il 1947)
- 1986 - Leyendas Musicales
- 1988 - Beny Moré canta con...
- 1992 - Conjunto Matamoros With Beny Moré (inciso tra il 1945 e il 1947)
- 1992 - El Barbaro del Ritmo with Perez Prado (inciso tra il 1949 e il 1951)
- 1995 - Beny Moré en Vivo (inciso nel 1957)
- 2006 - Beny Moré Canta Boleros (inciso tra il 1953 e il 1960)